# Avenida Juan de Arona
La avenida Juan de Arona es una de las principales avenidas del distrito de San Isidro, en la ciudad de Lima, capital del Perú. Se extiende de oeste a este, a lo lago de 8 cuadras. Su trazo es continuado al este por la avenida Enrique Canaval y Moreyra, y al oeste por la avenida Paz Soldán.

## Recorrido
Se inicia en la avenida Arequipa con un único sentido de circulación, de este a oeste.